# Jerónimo de Ayanz y Beaumont
Vous pouvez aider à l'améliorer ou bien discuter des problèmes sur sa page de discussion.
- Il ne cite pas suffisamment ses sources. Vous pouvez indiquer les passages à sourcer avec {{référence nécessaire}} ou {{Référence souhaitée}}, et inclure les références utiles en les liant aux notes de bas de page. (Marqué depuis avril 2024)
- Certaines informations devraient être mieux reliées aux sources mentionnées dans la bibliographie ou les liens externes. Améliorez sa vérifiabilité en les associant par des références. (Marqué depuis avril 2024)

- Archive Wikiwix
- Bing
- Cairn
- DuckDuckGo
- E. Universalis
- Gallica
- Google
- G. Books
- G. News
- G. Scholar
- Persée
- Qwant
- (zh) Baidu
- (ru) Yandex
- (wd) trouver des œuvres sur Wikidata

Jerónimo de Ayanz y Beaumont (né à Guenduláin, Cendea de Cizur, en 1553 et mort à Madrid le 23 mars 1613) est un militaire et inventeur espagnol.
Il fut inspecteur général des mines de l'Empire espagnol.
Il est l'inventeur d'une machine à vapeur pour l'évacuation de l'eau dans les mines.
Détenteur du premier brevet pour une machine à vapeur.